# Manaus Challenger 1990
Il Manaus Challenger 1990 è stato un torneo di tennis facente parte della categoria ATP Challenger Series nell'ambito dell'ATP Challenger Series 1990. Il torneo si è giocato a Manaus in Brasile dal 1º al 7 ottobre 1990 su campi in cemento.

## Vincitori

### Singolare
Luis Herrera ha battuto in finale  Jaime Oncins con il punteggio di 6–2, 7–5

### Doppio
Shelby Cannon /  Alfonso Mora hanno battuto in finale  Ricardo Acioly /  Mauro Menezes con il punteggio di 7–6, 6–4